# Palau del Te
El Palau del Te (en italià: Palazzo del Te o Palazzo Te) és un palau als afores de Màntua, Itàlia. El nom oficial, i de lluny el nom més comú a Itàlia, és Palazzo Te, però això pot ser un ús relativament recent; Giorgio Vasari l'anomena Palazzo del T (pronunciat «Te»). Part del palau allotja el Museu Civico del Palazzo Te, llegat per Arnoldo Mondadori. Conté una col·lecció d'art mesopotàmic. Des de 1990, és el «Centre Internacional d'Art i Cultura de Palazzo Te», que organitza exposicions d'art antiga i moderna i d'arquitectura. El palau és un bon exemple del manierisme en l'arquitectura, l'obra mestra reconeguda de Giulio Romano.

## Història

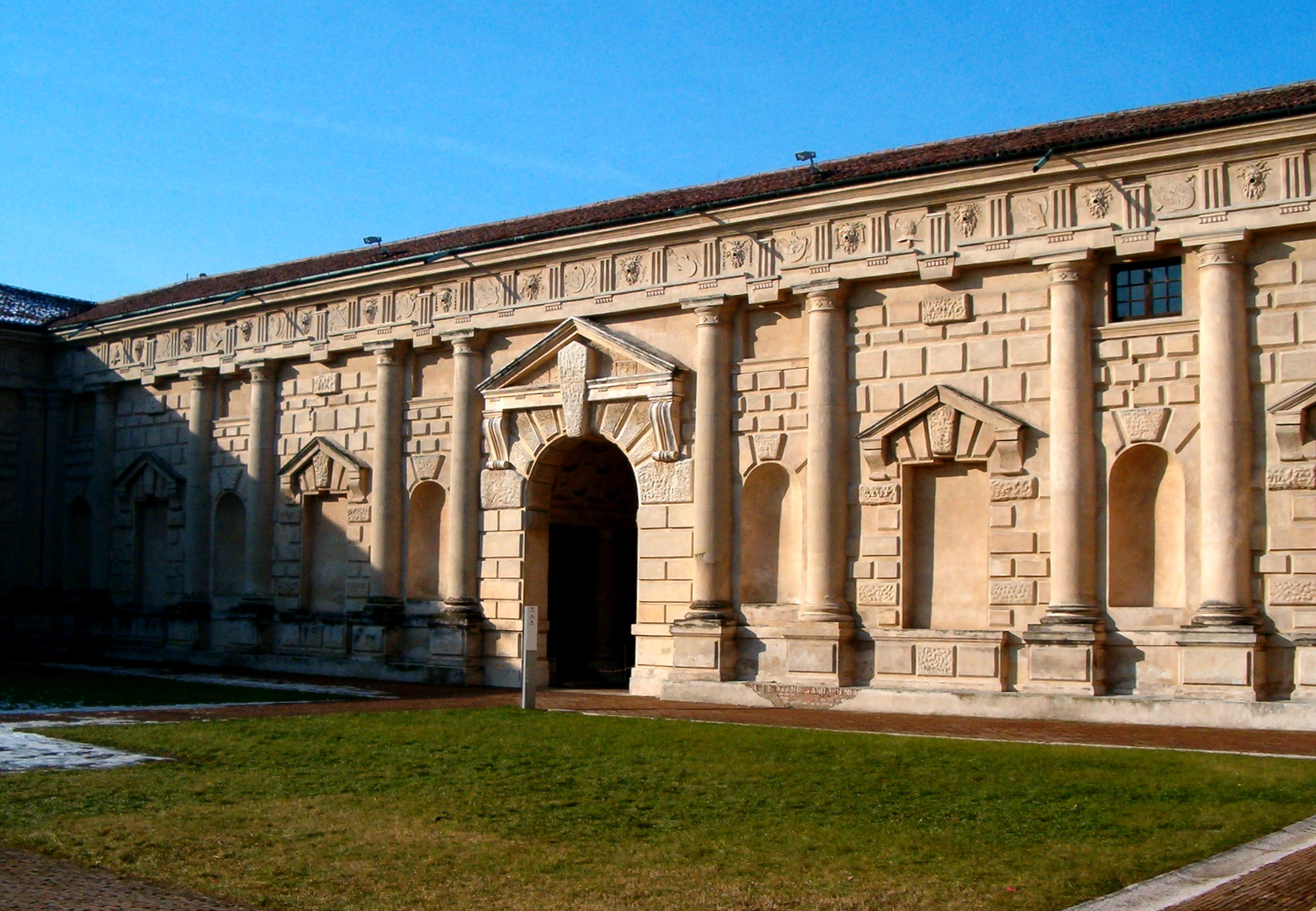
Façana interna des del pati

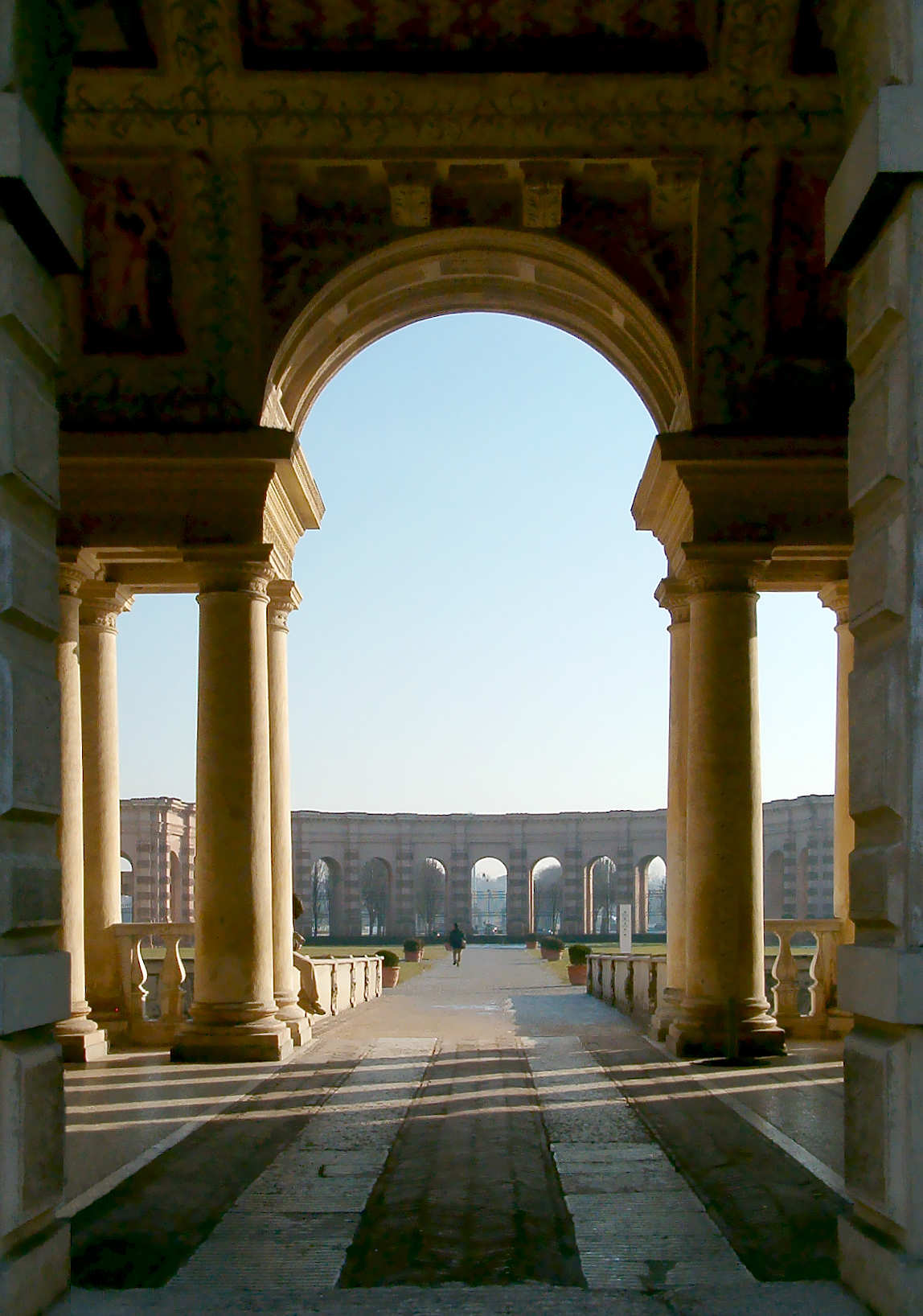
Entrada de tipus «serlià»

El Palau del Te és un edifici de planta quadrada, construït entre el 1524 i el 1534 per a Frederic II Gonzaga, marquès de Màntua. Va decidir el 1524 construir un palau d'esbarjo, El lloc escollit van ser les estables de la família a «Isola del Te» a la vora de la maresma junt als afores de les muralles de Màntua. Aquest indret verd on es va erigir era conegut com a Te, l'etimologia del qual no està clara.
L'arquitecte al qual es va encomanar va ser Giulio Romano, un alumne de Rafael. Giulio Romano, ex ajudant de Rafael, havia arribat a Màntua després del Saqueig de Roma (1527), que havia trastornat l'economia de la mencionada ciutat així com l'activitat de tots els seus artistes. A Màntua va tenir feina durant dues dècades, i va morir abans d'ocupar un lloc com a arquitecte de la basílica de Sant Pere del Vaticà.
El palau va ser pensat per a esbarjo diari i festes, sense dormitoris ni totes les altres dependències per a un ús com a habitatge. Una vegada decorades i moblades per complementar la cort ducal de la família Gonzaga, van rebre la visita de moltes de les més il·lustres figures de l'època. Entre elles va estar l'emperador Carles V, qui, quan el va visitar el 1530, va elevar al seu hoste, Frederic II Gonzaga de marquès a duc de Màntua.
El Palazzo Tè va resultar molt danyat en els segles XVII i XVIII i va perdre part de les seves decoracions. El 1630 Màntua i el palau van ser saquejats en un dels actes finals de la guerra de successió de Màntua, i la població va caure víctima d'una de les pitjors plagues de la pesta negra. El palau va ser saquejat de dalt a baix i va romandre com una petxina buida: nimfes, déus, deesses i gegants van romandre en les parets de les habitacions buides. S'ha recuperat, en temps recents, com a museu i galeria d'exposicions.
Els terratrèmols d'Emília de l'any 2012 van causar danys en algunes sales del palau dels Gonzaga.

## Arquitectura

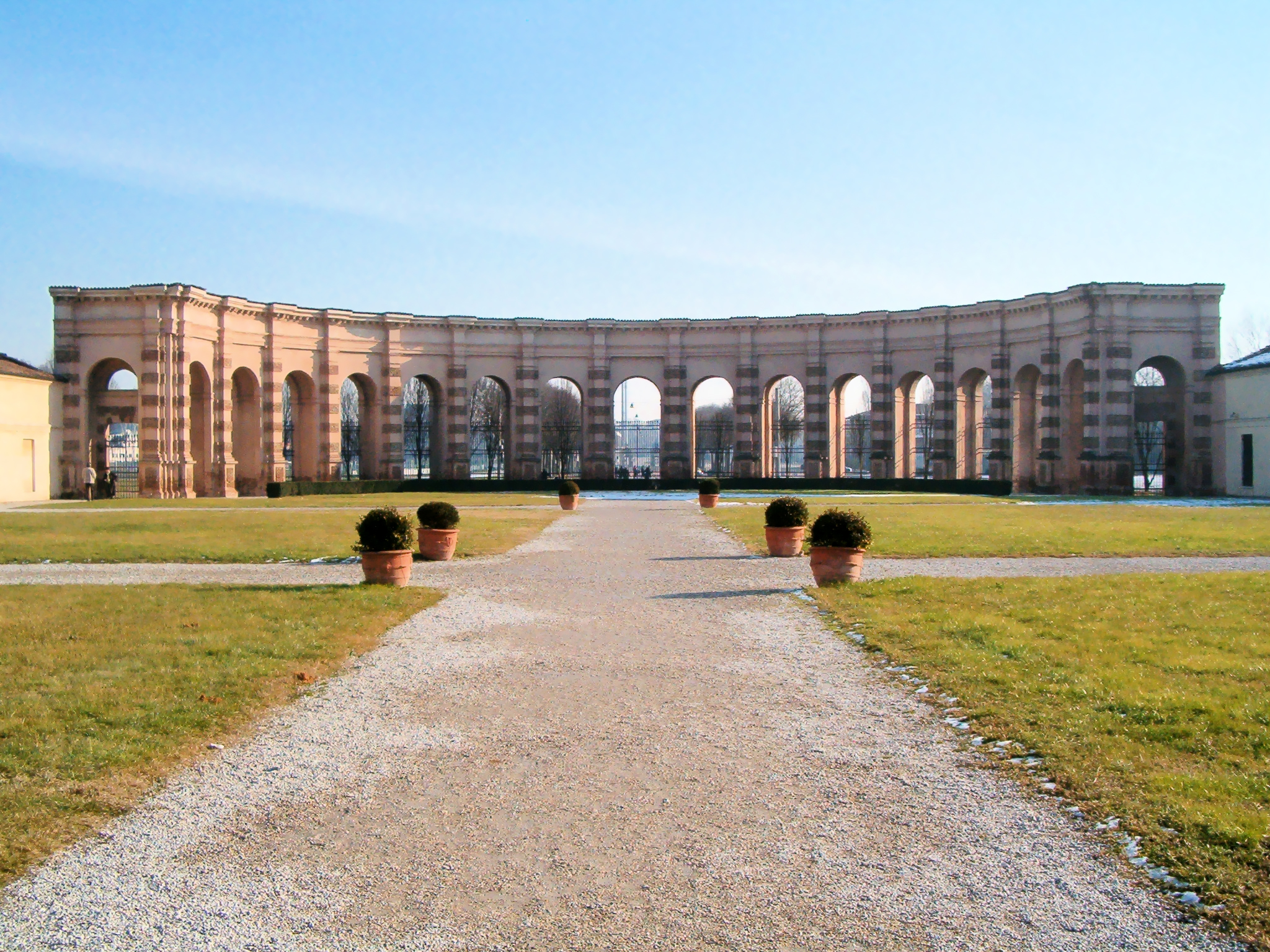
L'hemicicle de l'Esedra

L'estructura del palau es va erigir en el termini de divuit mesos. És bàsicament una casa quadrada erigida al voltant d'un pati en forma de claustre. Un jardí formal complementava la casa. Aquest es trobava envoltat per un exterior en forma de columnata acabada en forma semicircular coneguda com a «Esedra».
Com la Villa Farnesina a Roma, la ubicació suburbana permetia una barreja d'arquitectura de palau i de vil·la. Les quatre façanes exteriors tenen pilastres planes contra parets de caràcter rústic, les finestres indiquen que la planta noble és la baixa, amb una planta secundària per sobre. La façana oriental diferia de les altres tres per tenir motius paladians en les seves pilastres i una lògia oberta i en el seu centre un arc que dona al pati. Les façanes no són tan simètriques com semblen, i els espais entre les columnes són irregulars. El centre de les façanes septentrional i meridional estan recorregudes per arcs en dues plantes sense pòrtic ni frontó, simplement un camí cobert que portava l'interior del pati.

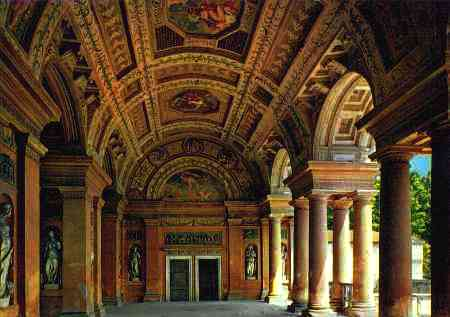
Interior del Palau

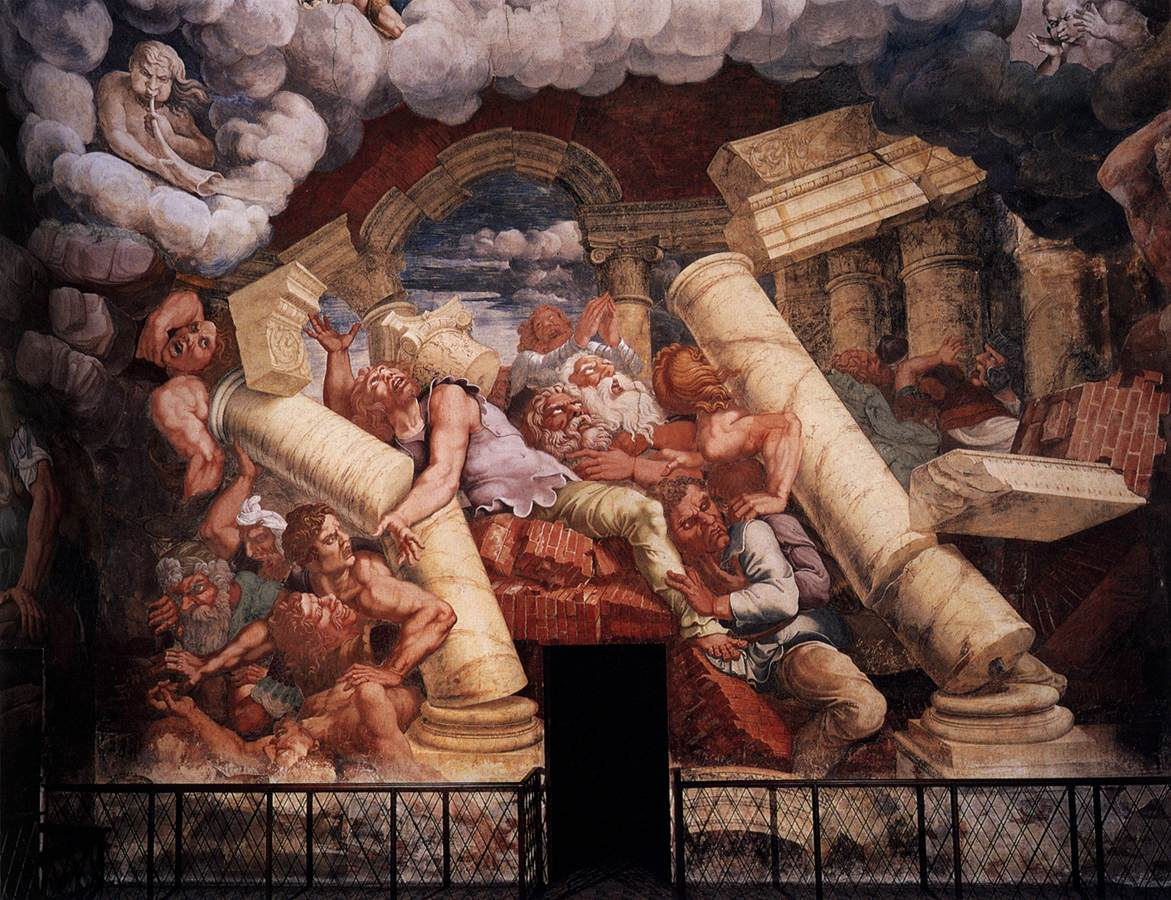
La caiguda dels déus de Giulo Romano

Poques finestres donen al pati interior; les parets amb columnes estan decorades per tots els costats amb profunds nínxols i finestres cegues, i les superfícies intermèdies estan esquitxades amb spezzato -escaiola trencada i amb taques- que dona vida i profunditat a les superfícies.
Tan bon punt va estar acabada l'estructura de l'edifici, durant deu anys un equip de guixaires, tallistes i pintors de frescs van treballar, fins que cap superfície de les galeries i els salons van quedar sense decorar. Sota la direcció de Giulio Romano van treballar pintors decoratius locals com Benedetto Pagni i Rinaldo Mantovano. Aquests frescs romanen actualment i són el tret més destacat del palau. Els temes van des dels banquets de l'Olimp en la Sala di Psiche, i els estilitzats cavalls de la Sala dei Cavalli als més inusuals de tots gegants i grotescs causant el caos, fúria i ruïna prop de les parets de la Sala dei Giganti.
Amb destinació a aquest palau, es van encarregar al pintor Correggio quatre importants quadres: Júpiter i Io, El rapte de Ganímedes, Leda amb el cigne i Dànae, encara que aviat van ser regalats a l'emperador Carles V. Per qüestions de moralitat, els reis espanyols es van desprendre d'ells i es conserven actualment a diferents museus: Galeria Borghese de Roma, Staatliche Museen de Berlín i Museu d'Història de l'Art de Viena.
Una de les parts més evocadores de l'èpica perduda del palau és el Casino della Grotta- construït a partir del 1595 i acabat entre el 1612 i 1626-, una petita sèrie de cambres organitzades al voltant d'una gruta i loggetta (balconada coberta) a on, en la seva època, els cortesans es banyaven en la petita cascada que esquitxava sobre els còdols i les petxines incrustades en el terra i les parets.
Sembla que l'edifici va ser pintat, originàriament, també a l'exterior, però els colors han desaparegut i tan sols continuen estant els frescs executats pel mateix Giulio Romano i molts dels seus col·laboradors a l'interior. A més a més dels frescs de les parets el Palau estava decorat amb cortines i aplicacions de cuir daurat i platejat, les portes de fusta tallades i amb bronzes i les xemeneies fetes de marbres nobles.